# Església de Sant Lluc Evangelista de Xest
L'Església parroquial de Sant Lluc Evangelista se situa en el municipi de Xest, a la Foia de Bunyol (País Valencià).
Aquest temple és un edifici religiós d'estil barroc i rococó construït al segle xviii, i és una mostra exemplar de l'esplendor barroc d'orientacions classicistes que va sorgir a València en la primera meitat del segle xviii, sota la influència del tractat d'arquitectura del Pare Tosca (1712), que recollia les novetats de l'arquitectura italiana.
A Sant Lluc es reinterpreten magistralment dues obres excepcionals de la immediata tradició arquitectònica valenciana: la torre, versió en clau classicista de la salomònica torre de Santa Caterina, i la façana, del model de façana a la romana, vignolesca, d'ordres superposats i enllaçats per esveltes volutes, inaugurada en l'arquitectura valenciana de principis de segle per la façana de Sant Tomàs atribuïda al Pare Tosca.
Hi van treballar els més importants artistes de l'època, com ara Josep Vergara, Antoni Gilabert, Pere Joan Isart, Tomàs Llorens, Antonio Richart i Josep Esteve Luciano.

## Descripció

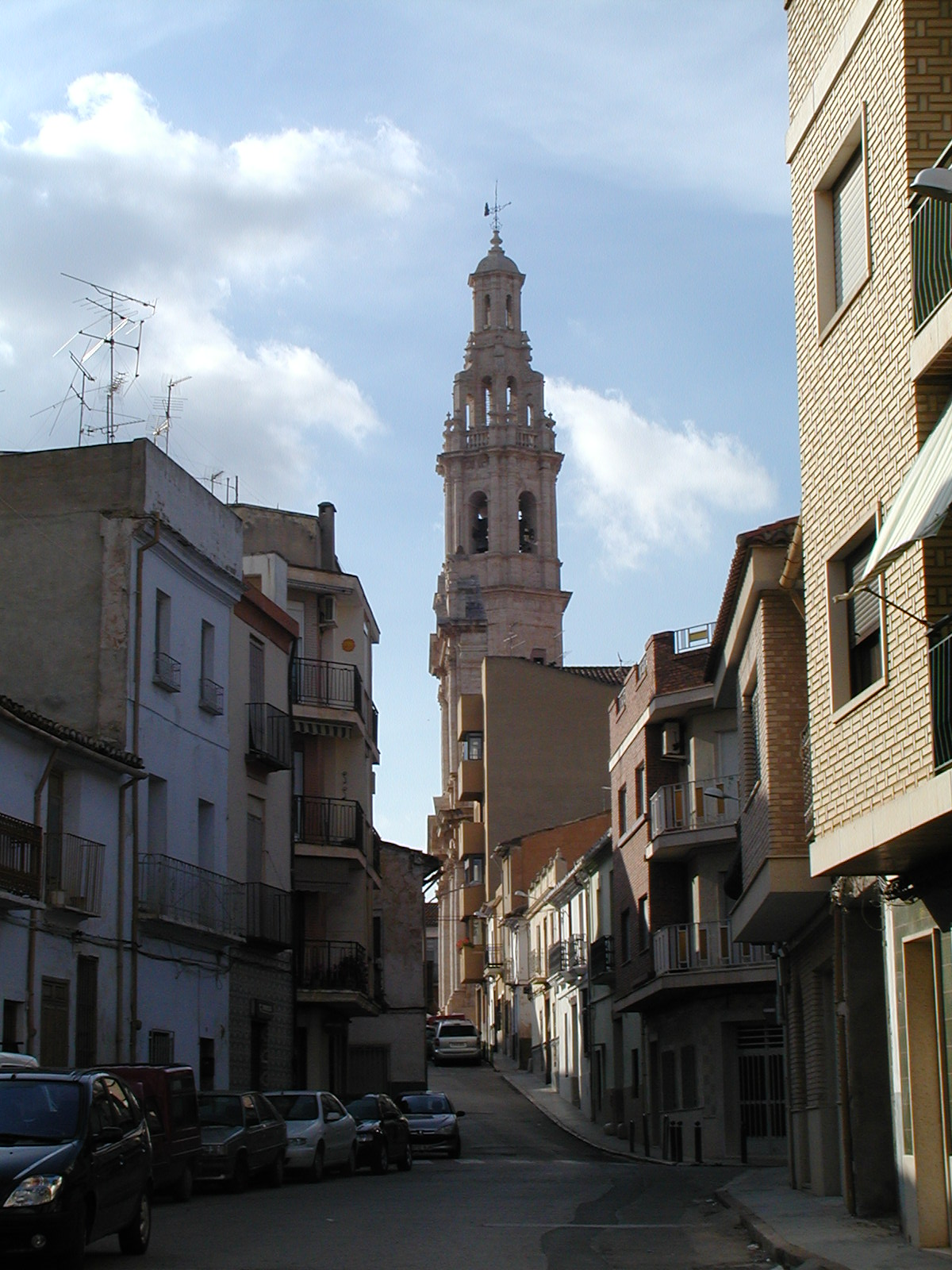
Campanar

### Planta
La planta de l'edifici és de creu llatina de tipus jesuític, ja que la profunditat de les capelles laterals iguala a la del creuer, d'aproximadament 54,50 per 25 metres, i d'una alçada de 20 m, aconseguint la rematada de la llanterna de la cúpula dels 36 m. Des del creuer, dues portes comuniquen amb la sagristia i amb la capella de la Comunió. Al seu torn, aquestes dues estades comuniquen amb el presbiteri i amb una successió de petits espais situats a la part posterior.
L'estructura inicial de l'església va quedar modificada per les reformes del segle xix, obrint-se els actuals arcs que comuniquen entre si les capelles laterals, transformant l'església en un model claustral.

### Façana principal
La composició de la façana principal respon al model vignolesc derivat de l'Església del Gesù de Roma. Amb dos pisos de desigual altura, la façana es compartimenta per ordres arquitectònics, corinti en el primer i compost en el segon. La divisió en vertical amb tres espais en el cos baix i un en l'alt es fa mitjançant pilastres aparellades al carrer central i simples en els extrems del cos baix. El tractament dels elements arquitectònics amb seqüències rítmiques dels ordres i dels volums produeix un important joc de llums i ombres.

### Campanar
La torre campanar, de planta hexagonal, és un esvelt element de gairebé cinquanta metres d'altura. El cos base es divideix en tres trams de requadres ressaltats i el cos de campanes amb columnes dòriques flanquejant els buits i els estreps rematats per mènsules recorvades, suposen una interpretació classicista de la Torre de Santa Caterina de València.
El remat del campanar està format per dos cossos, el trànsit entre els dos es fa a través de volutes que descansen en els contraforts del cos baix i s'eleven després cap al cupulí amb penell que culmina el conjunt. Tota l'obra està feta amb carreus de pedra blanca de Iàtova, molt ben travada i aparellada.